# Desetina (porez)
Desetina (fr. dîme, engl. tithe) je izraz koji u svom najširem smislu označava moralnu ili zakonsku obavezu pojedinca ili domaćinstva da deseti dio svoje žetve ili prihoda u određenom periodu preda određenoj religijskoj ili svjetovnoj instituciji (uključujući državu) u smislu njenog financiranja ili održavanja. U užem smislu se pod time podrazumeva obaveza koju su u srednjovekovnoj Evropi prema Katoličkoj crkvi imali seljaci ili kmetovi, odnosno jedna od ključnih institucija tadašnjeg feudalnog poretka; u tom smislu je poznata pod nazivom crkvena desetina. Vrste i opseg davanja vezanih uz desetinu, uključujući njenu dobrovoljnost, te način korištenja tako prikupljenih sredstava su se razlikovale od zemlje do zemlje i različitim političkim, ekonomskim i drugim okolnostima. U svom obaveznom obliku je uglavnom ukinuta u 19. ili 20. veku zajedno s drugim feudalnim institucijama; tada ju je zamenio dobrovoljni crkveni porez, odnosno financiranje od strane države.
U današnje vreme su desetine obično dobrovoljne i plaćaju se u gotovini ili čekovima, dok su u prošlosti desetine bile potraživane i plaćane u naturi, poput poljoprivrednih proizvoda. Nekoliko evropskih zemalja vodi formalni postupak povezan sa poreskim sistemom koji omogućava nekim crkvama da procenjuju desetinu.
Tradicionalno jevrejsko pravo i praksa uključuju različite oblike desetine od davnina. Ortodoksni Jevreji obično praktikuju ma'aser kesafim (odvajanja 10% svog prihoda u dobrotvorne svrhe). U savremenom Izraelu, Jevreji i dalje slede zakone poljoprivredne desetine, npr. prve desetine, terumat ma'aser i druge desetine.
Što se tiče hrišćanstva, mnoge denominacije smatraju da je Isus Hristos podučavao da se „desetina mora dati u kontekstu duboke brige za pravdu, milost i vernost” (cf. Matthew 23:23). Davanje desetine se predavalo na ranohrišćanskim crkvenim savetima, uključujući Savet iz Tura 567, kao i Treći savet iz Makona 585. Prikupljanje desetine ostaje važna doktrina u mnogim hrišćanskim denominacijama, kao što su Kongregacionalističke crkve, Metodističke crkve i Adventistička crkva sedmog dana.
Neke hrišćanske crkve, poput onih u metodističkoj tradiciji, podučavaju koncept lagerske desetine, koji naglašava da desetine moraju biti prioritetne i date lokalnoj crkvi, pre nego što se mogu ponuditi apostolatima ili dobrotvornim organizacijama.

## Drevni Bliski Istok
Nijedan od postojećih vanbiblijskih zakona drevnog Bliskog Istoka se ne bavi desetinom, mada drugi sekundarni dokumenti pokazuju da je to bila raširena praksa u drevnom Bliskom Istoku. Vilijam V. Hol (1996.) prepoznaje poređenje Izraela sa njegovim drevnim bliskoistočnim okruženjem, međutim, što se tiče desetine, poređenja sa drugim drevnim bliskoistočnim dokazima su dvosmislena, i drevna bliskoistočna literatura pruža oskudne dokaze postojanja prakse desetine i sakupljanja desetine.

### Grčka i Rim
Desetina je bila veoma uobičajena širom drevnog Bliskog istoka, bilo za podršku svetilišta ili za nesakralne svrhe.
Ksenofont (430 – verovatno 355. ili 354. pre n. e) je napisao: „I desetina, koju su odvojili za Apolona i za Artemidu Efesku, bila je podeljena među vojskovođama, uzimajući svaki svoj deo da ga čuvaju za bogove;... Ovde je Ksenofont podigao oltar i hram sa svetim novcem, i od tada bi svake godine uzimao desetinu od proizvoda zemlje u svoje vreme i prinosio žrtvu boginji, svi građani i muškarci i žene iz okoline su učestvovali u festivalu.... Pored hrama stoji tabla sa ovim natpisom: „Mesto je sveto za Artemidu. Onaj ko ga drži i uživa u njegovim plodovima mora svake godine da prinese desetinu na žrtvu, a od ostatka mora održavati hram. Ako neko ostavi ove stvari neurađene, boginja će se pobrinuti za to." „Učinio je zemlju svojih prijatelja nepovredivom, a neprijateljsku zemlju ogoleo tako temeljno da je za dve godine posvetio bogu u Delfima više od dvesta talanata kao desetinu.“ Neka se krivci isporuče. Neka se njihova imovina oduzme u korist države, izuzev jedne desetine koja pripada boginji." „Znate, ljudi Atinjani, prekomernu strogost kanonovog dekreta, koji naređuje da se taj čovek, ma ko on bio, koji je kriv za izdaju naroda Atine, stavi u gvožđe i da se tako suoči sa optužbom protiv njega pred narodom. Ako bude osuđen, treba da bude bačen u Baratron i da pogine, a imovina takvoga da bude konfiskovana, izuzev desetine koja pripada boginji." „Na njihovoj strani, Lakedemonci su bili dovoljno srećni da nađu izgovor za pohod na Tebance, protiv kojih su gajili dugogodišnju ogorčenost. Oni nisu zaboravili zahtev koji su Tebanci postavili na desetinu za Apolona u Dekeleju, niti njihovo odbijanje da podrže Lakedemona u napadu na Pirej; „Agesilaj se povukao u Delfe, gde je po dolasku ponudio bogu desetinu od proizvoda svog plena — ne manje od stotinu talenata.” Jedan od govornika se odvažio da napomene u ovom smislu: „Ako se vi i mi, gospodo, možemo samo složiti, danas postoji nada da će se stara izreka ispuniti, i Teba biti uzeta i desetovana.”
Demosten (384–322. p. n. e.) je pisao: „Nije li on skrupulozno plaćao spartanskom guverneru u tom mestu desetinu koju su dogovale vaše žene i deca i sav ostatak njegovog plena; pa ipak, kada ste ga počastili tom službom poslanika, oteo Boginji u Atini njenu desetinu od plena koji je uzeo od vaših neprijatelja? Nije li on, postavljen za blagajnika na Akropolju, ukrao sa tog mesta one nagrade pobede koje su naši preci odneli od varvara, presto sa srebrnim nogama i Mardonijev jatagon, težak tri stotine darika? Da li je onda ispravno da se sa bilo kim od njih ponašate nežno, i da zbog njih zanemarite desetinu Atine ili duplu otplatu javnog novca?”
Diodor Siculus (1. vek p. n. e) je napisao: „Drskost bogata tamnim vezama od gvožđa; i uzimanje otkupnine. Desetina je postavila ovde ove kobile, zavetovane Paladi svom bogu.“ „Sada je Herakle s naklonošću primio dobru volju koju su mu pokazali stanovnici Palatina i prorekao im je da će se, nakon što on uđe u krug bogova, dogoditi da bilo koji ljudi daju zavet da posvete Heraklu desetinu svojih dobara voditi srećniji i prosperitetniji život. I zapravo, ovaj običaj je nastao u kasnijim vremenima i zadržao se do naših dana... Štaviše, Rimljani su ovom bogu podigli značajan hram na obali Tibra, sa ciljem da se u njemu prinose žrtve od prihoda od desetine“.
Herodot (484–425. p. n. e.) je napisao: „Neka ljudi vaše straže čuvaju sve kapije; neka uzmu plen od onih koji ga nose i kažu da se mora platiti kao desetina Zevsu.“ „Jer Rodopis je želela da ostavi spomen na sebe u Grčkoj, tako što je napravila nešto što niko drugi nije smislio i posvetio u hramu i predstavila ovo u Delfima kako bi sačuvala sećanje na sebe; te je deseti deo svoje supstance potrošila na izradu od velikog broja gvozdenih volovskih ražnjeva, koliko bi desetina platila, i poslala ih u Delfe; „I deseti deo otkupnine posvetili su za žrtvu, i napravili od nje bronzana kola sa četiri konja, koja stoje s leve strane kada se ulazi u Propileje na Akropolju, a na njoj je sledeće natpis: „Atinski smeli sinovi, u koje vreme su u slavnoj borbi ugušili Beotijsku i halkidsku moć, u okovima i tami je njehov ponos porobljen; kao otkupninu desetinu dali su ove konje Paladi.“ „da su Fokiđani postali gospodari četiri hiljade mrtvih i njihovih štitova, od kojih su polovinu posvetili u Abe, a ostatak u Delfima; desetina od onoga što su osvojili u toj borbi otišla je za izradu velikih statua koje stoje oko tronošca ispred svetilišta u Delfima, a ima i drugih poput njih posvećenih u Abi.“ „Sakupivši sve stvari, odrediše desetinu za boga Delfa, od čega je napravljen i posvećen onaj tronožac koji počiva na bronzanoj troglavoj zmiji, najbliže oltaru;“ „A narod Sifnosa je tada bio na svom najvećem vrhuncu blagostanja i posedovao je bogatstvo više od svih ostalih ostrvljana, pošto su na svom ostrvu imali rudnike zlata i srebra, tako da postoji riznica posvećena u Delfima sa desetinom novca koji je dolazila iz ovih rudnika, i opremljena na način jednak najbogatijem od ovih riznica; a ljudi su imali običaj da dele među sobom novac koji je dolazio iz rudnika svake godine."

## Literatura
- Albright, W. F. and Mann, C. S. Matthew, The Anchor Bible, Vol. 26. Garden City, New York, 1971.
- The Assyrian Dictionary of the Oriental Institute of the University of Chicago, Vol. 4 "E." Chicago, 1958.
- Fitzmyer, Joseph A. The Gospel According to Luke, X-XXIV, The Anchor Bible, Vol. 28A. New York, 1985.
- Grena, G.M. (2004). LMLK--A Mystery Belonging to the King vol. 1. Redondo Beach, California: 4000 Years of Writing History. ISBN 978-0-9748786-0-7.
- Speiser, E. A. Genesis, The Anchor Bible, Vol.1. Garden City, New York, 1964.
- Kelly, Russell Earl, "Should the Church Teach Tithing? A Theologian's Conclusions about a Taboo Doctrine," IUniverse, 2001.
- Matthew E. Narramore (2004). Tithing: Low-Realm, Obsolete & Defunct. ISBN 978-0-9745587-07. - April 2004 -
- Croteau, David A. "You Mean I Don't Have to Tithe?: A Deconstruction of Tithing and a Reconstruction of Post-Tithe Giving" (McMaster Theological Studies)
- Gower, Granville William Gresham Leveson- (1883). Tithes : a paper read at the Diocesan Conference at Rochester. Rochester: Rochester Diocese.
- Dallmann, Robert W. (2020). To Tithe or Not To Tithe? That is the Question. Niagara Falls, NY: ChristLife. ISBN 9780991489138.
- Minarik, Joseph J. (2008). „Taxation”.  Ур.: David R. Henderson. Concise Encyclopedia of Economics (2nd изд.). Library of Economics and Liberty. ISBN 978-0865976658. OCLC 237794267.
- Genschel, Philipp; Seelkopf, Laura, eds. . Global Taxation: How Modern Taxes Conquered the World. Oxford University Press. 2022. ISBN 9780192897572..
- Seelkopf, Laura; Bubek, Moritz; Eihmanis, Edgars; Ganderson, Joseph; Limberg, Julian; Mnaili, Youssef; Zuluaga, Paula; Genschel, Philipp (2021). „The rise of modern taxation: A new comprehensive dataset of tax introductions worldwide”. The Review of International Organizations. 16: 239—263. doi:10.1007/s11558-019-09359-9.

## Spoljašnje veze
- Tithing na veb-sajtu  (језик: енглески)
- A brief history of tithes in England на сајту  (архива index)